# Конфлікт на острові Даманський
46°29′08″ пн. ш. 133°50′40″ сх. д. / 46.48556° пн. ш. 133.84444° сх. д.
Прикордонний конфлікт на острові Дама́нський — радянсько-китайський збройний конфлікт, що відбувся у березні 1969 року, за володіння невеличким спірним островом Даманський (кит.: 珍宝, Zhēnbǎo dǎo — Чженьбао-дао) на радянсько-китайському кордоні по річці Уссурі. Перший в історії збройний конфлікт між двома соціалістичними країнами та найбільший в історії радянсько-китайських відносин.

## Воєнно-політичні обставини напередодні конфлікту
Витоки радянсько-китайського конфлікту за острів Даманський лежали в недосконалості Пекінського трактату — двостороннього договору, укладеного 2 (14) листопада 1860 року між Росією та імперією Цін, який встановлював державний кордон між двома державами. За трактатом, кордон між Китаєм і Росією, що пролягав по річках Амур і Уссурі, визначався по берегах рік, а водний простір і острови розмежовані не були.
Відповідно до міжнародної практики, кордони між державами проводяться по фарватеру річки, проте через слабкість Китаю Російська імперія змогла домогтися проведення лінії розмежування вздовж китайського берега Амура, Уссурі й протоки Казакевича. Таким чином, згадані річки повністю належали Росії, а всі острови на них виявилися спочатку російськими, а потім, відповідно, радянськими територіями.

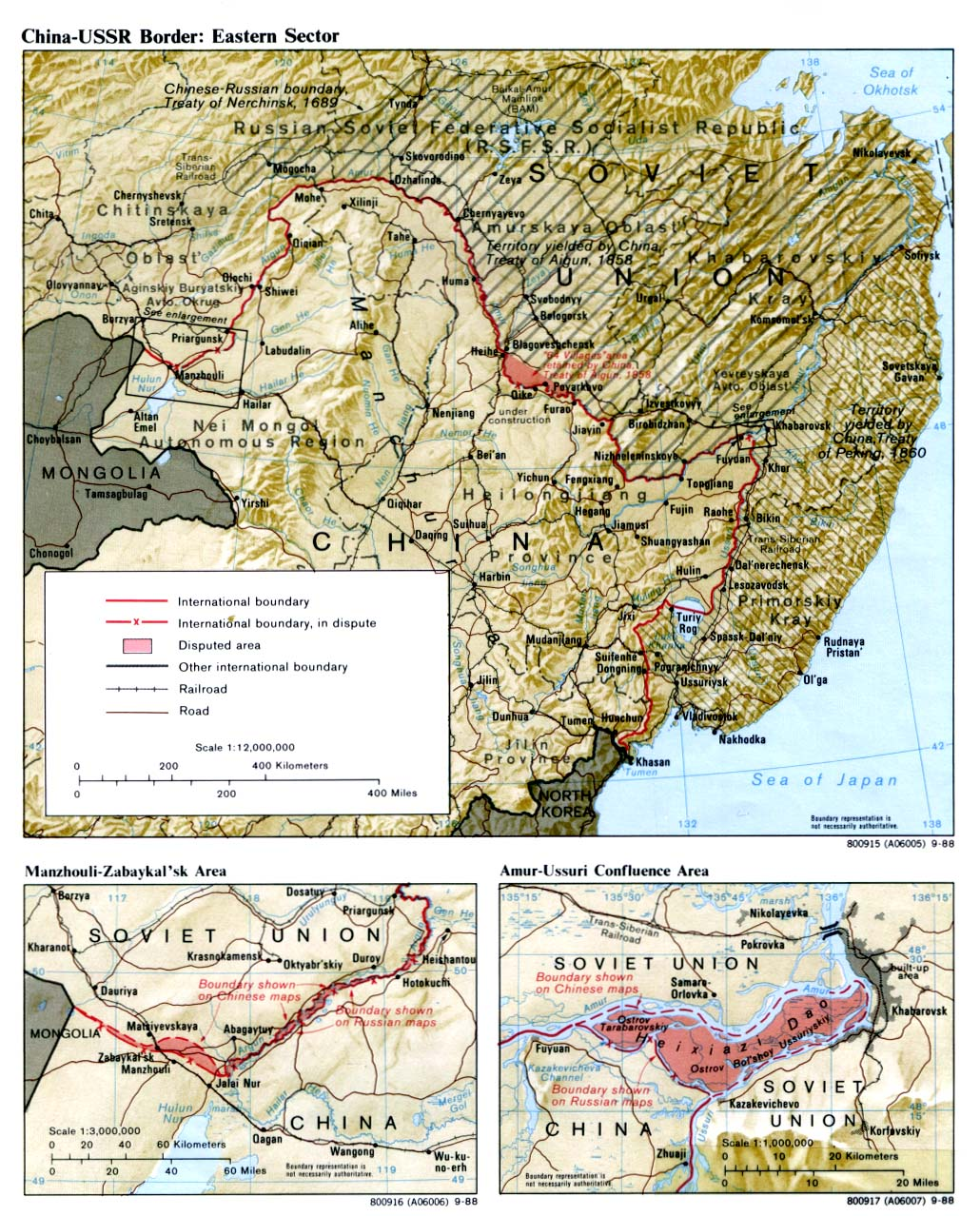
Схеми. Спірні території на кордоні між СРСР і КНР на Далекому Сході.

Після виникнення Китайської Народної Республіки така ситуація зберігалася і спочатку не заважала відносинам двох країн. З початку 1960-х років стосунки між двома комуністичними наддержавами стали напруженими — Китай звинувачував радянське керівництво у відході від «справжнього марксизму» і з середини 1960-х відкрито оголосив СРСР одним з ворогів (поряд із США) Китайської революції. Слід зазначити, що питання про перегляд кордонів з Радянським Союзом порушувалося з кінця 1950-х, і керівництво СРСР було готове піти на це. У 1964 році навіть були проведені міждержавні консультації з питань кордону. Однак після «Празької весни» 1968 року влада КНР заявила, що СРСР став на шлях «соціалістичного імперіалізму» та «ревізіонізму», і відносини між державами різко загострилися. У кінці 1960-х на 4380 кілометрах радянсько-китайського кордону було сконцентровано сили чисельністю в 658 тисяч радянських і 814 тисяч китайських солдатів. Відторгнуті острови, які СРСР не хотів повертати, стали для маоїстської пропаганди справжньою знахідкою: острівне питання дозволяло викривати ренегатство «кліки Брежнєва — Косигіна» і було оголошене наочним символом радянського ревізіонізму та соціал-імперіалізму. У 1969 році на радянсько-китайському кордоні почалися збройні сутички. Найбільш кровопролитними стали бої за маленький острів Даманський на річці Уссурі.
За радянською версією, 2 березня 1969 року китайці порушили кордон і напали на радянську прикордонну заставу. За версією Китаю — радянські військові перейшли кордон і китайці були змушені захищатись. У подальших бойових діях з обох боків були залучені не тільки прикордонні підрозділи, але й регулярні війська, артилерія і танки. Попри великі людські втрати, жодній зі сторін не вдалося закріпитись на острові.
Спостерігаючи за перебігом радянсько-китайського конфлікту, Сполучені Штати Америки остерігалися розв'язання широкомасштабної війни між двома державами.

## Перебіг збройного конфлікту

### Передумови
Острівець Даманський (1500—1800 м з півночі на південь і 600—700 м із заходу на схід — площа менш як 1 км²) розташований під китайським берегом Уссурі, від якого його відділяє мілководна 200-метрова протока, входив на той час до складу Пожарського району Приморського краю РРФСР. Ніякої господарської цінності острів ніколи не мав, оскільки в період паводків він практично повністю заливався водою.
Обставини в районі острова Даманський почали загострюватися з початку 1960-х. Згідно із заявами радянської сторони, групи китайських цивільних і військовослужбовців систематично порушували прикордонний режим і виходили на територію СРСР, звідки щоразу їх виставляли прикордонники. Спочатку на радянську територію заходили лише селяни, що заготовляли сіно та пасли худобу, але з часом їх змінили агітаційні марші, часто за участі військовослужбовців зі зброєю. Кількість провокацій зростала — якщо в 1960 році їх було зафіксовано близько ста, то у 1962 році — вже понад п'ять тисяч. Згідно з китайською інтерпретацією подій, радянські прикордонники самі влаштовували провокації та били громадян КНР, які займалися господарською діяльністю там, де вони завжди це робили.
Постійних мешканців на Даманському на той час не було. Підрозділи прикордонних військ на острові також не дислокувались. Підтримання прикордонного режиму здійснювалося періодично мотоманевреними групами 2-ї прикордонної застави («Нижньо-Михайлівка») 57-го Іманського (нині Дальнєрєченський) прикордонного загону, розташованої в 6 км на південний схід від острова. На китайському березі у 1,5 км південніше Даманського розташовувався прикордонний пункт Гунси (кит.: 宫四).
Незадовго до збройного конфлікту на Даманському, 5 січня 1969 року, на ділянці 1-ї прикордонної застави «Сопки Кулєбякіни», на острові Кіркінський (Ціліцінь-дао) у декількох кілометрах північніше Даманського відбулася китайська провокація за участі понад 500 осіб. При витісненні порушників кордону особовим складом школи сержантського складу двома бронетранспортерами загинуло четверо китайців.
1 березня 1969 року, користуючись погіршенням погодних умов, на китайському березі Уссурі в районі прикордонного пункту Гунси зосередилося угруповання солдатів Народно-визвольної армії Китаю чисельністю до піхотного батальйону, дві мінометні та одна артилерійська батарея. У ніч на 2 березня велика група китайських військовослужбовців приховано перейшла протоку Уссурі на острів Даманський і зайняла позиції на високому західному березі острова. Ні зі спостережного поста радянських прикордонників на сопці Кафила, що у 800 м від острова, ні прикордонним нарядом, який був на острові о 9.00, ці дії суміжної сторони помічені не були. Командування даною акцією в рамках операції під кодовою назвою «Відплата» здійснював заступник командувача Шеньянським військовим округом Сяо Цуньфу. За даними окремих джерел, план «Відплата» був розроблений штабом Шеньянського військового округу ще 25 січня за прямою вказівкою міністра оборони КНР маршала Лінь Бяо, а 19 лютого Генеральний штаб НВАК і МЗС КНР його затвердили. Успіх операції забезпечували фактор раптовості, здійснення швидкого маневру силами і вогневими засобами. Тим часом, основні сили і техніка 57-го прикордонного загону, що прикривав радянський кордон на Уссурі, були перекинуті на 50 км вглиб території для участі в навчаннях Далекосхідного військового округу. На заставах були залишені лише чергові сили — до 30 бійців на кожну.

### Перший бій 2 березня
2 березня о 10.30 пост спостереження на схилі сопки Кафила виявив висунення двох груп китайців чисельністю відповідно 30 і 18 осіб у бік острова Даманський. Начальник застави «Нижньо-Михайлівка» старший лейтенант Іван Стрельников підняв заставу по бойовій тривозі. Тривожна група ПЗ-2 під командуванням Стрельникова на БТРі і ГАЗ-69 прибула на острів. Третій автомобіль — ГАЗ-63, на якому їхали ще 12 бійців, відстав від основної тривожної групи на 15 хвилин, що дозволило прикордонникам на ньому уникнути розстрілу і зайняти оборону.
Група Стрельникова була розстріляна впритул. Інша група прикордонників під командуванням сержанта Володимира Рабовича, переслідуючи порушників, які йшли до західної частини острова Даманський, на відкритому просторі потрапила під перехресний кулеметний і автоматний вогонь із засідки і теж була практично повністю знищена. Прикордонники, що залишилися живими, на чолі з молодшим сержантом Юрієм Бабанським протягом кількох годин стримували переважні сили противника. На допомогу їм з півночі по кризі річки підійшла група у складі 23 бійців з БТР від ПЗ-1 «Сопки Кулєбякіни», що у 17-18 км північніше Даманського, на чолі з начальником застави старшим лейтенантом Віталієм Бубеніним. Сміливим маневром силами і засобами Бубеніну вдалося до 12.35 розсікти оборону китайців і знищити командний пункт батальйону противника, що облаштувався на острові. Втративши управління, китайці почали відхід з Даманського. До 13.25 до місця бою підійшли резерви 2-ї і 3-ї застав. Китайці були вибиті з острова і бій практично припинився.

Фрагмент топографічної карти Даманського полковника Д. В. Леонова з нанесеною обстановкою і слідами від кулі.

У середині доби на Даманський прибув вертоліт з начальником 57-го прикордонного загону полковником Леоновим та підкріплення з сусідніх застав. У бою 2 березня загинув 31 радянський прикордонник, 14 отримали поранення. Втрати китайської сторони, за оцінкою комісії КДБ СРСР під головуванням генерал-полковника Захарова, становили 39 осіб убитими. Уряди і міністерства закордонних справ СРСР і КНР 2 березня 1969 року обмінялися різкими нотами, у яких звинуватили одне одного в провокаціях і заявили про готовність до «рішучих дій» у випадку ескалації конфлікту.

### Кульмінація конфлікту 14-15 березня
Протягом тижня, за наказом Голови Комітету державної безпеки СРСР, прикордонні застави Іманського прикордонного загону були посилені особовим складом та технікою. Загону виділялося ланка гелікоптерів Мі-4, передавались мотоманеврені групи Гродековського та Камінь-Рибальського загонів з 13 бронетранспортерами. Далекосхідний військовий округ виділив у розпорядження загону дві мотострілецькі роти, два танкових взводи і батарею 120-мм мінометів 135-ї мотострілецької дивізії. Прикордонниками і військовими проводилося рекогносцирування маршрутів висування військ та рубежів розгортання підрозділів підтримки.
Угруповання китайських військ також була значно посилене. На даманському та кіркінському напрямках було зосереджено 24-й піхотний полк чисельністю до 5 тисяч осіб посилений артилерією, мінометами, протитанковими засобами. В 10-15 кілометрах від кордону розгорнуто до десяти батарей далекобійної артилерії великого калібру. До 14 березня на губерівському напрямку було зосереджено до батальйону, на іманському — до піхотного полку з танками, на пантелеймонівському — до двох батальйонів, на павлово-федорівському — до батальйону із засобами посилення. Разом — до піхотної дивізії із засобами посилення.
Об 11.15 14 березня спостережними постами було виявлено висування в напрямку Даманського групи китайців. Прикордонники обстріляли її, змусивши відійти на свій берег. До 16.00 14 березня усі пости з острова були зняті за наказом з округу. Через деякий час пости спостереження на радянському березі відзначили вихід на острів двох китайських груп, чисельністю 10-15 чоловік, які провівши рекогносцирування відійшли з острова. О 18.45 на китайському березі були встановлені кулемети і гранатомети.

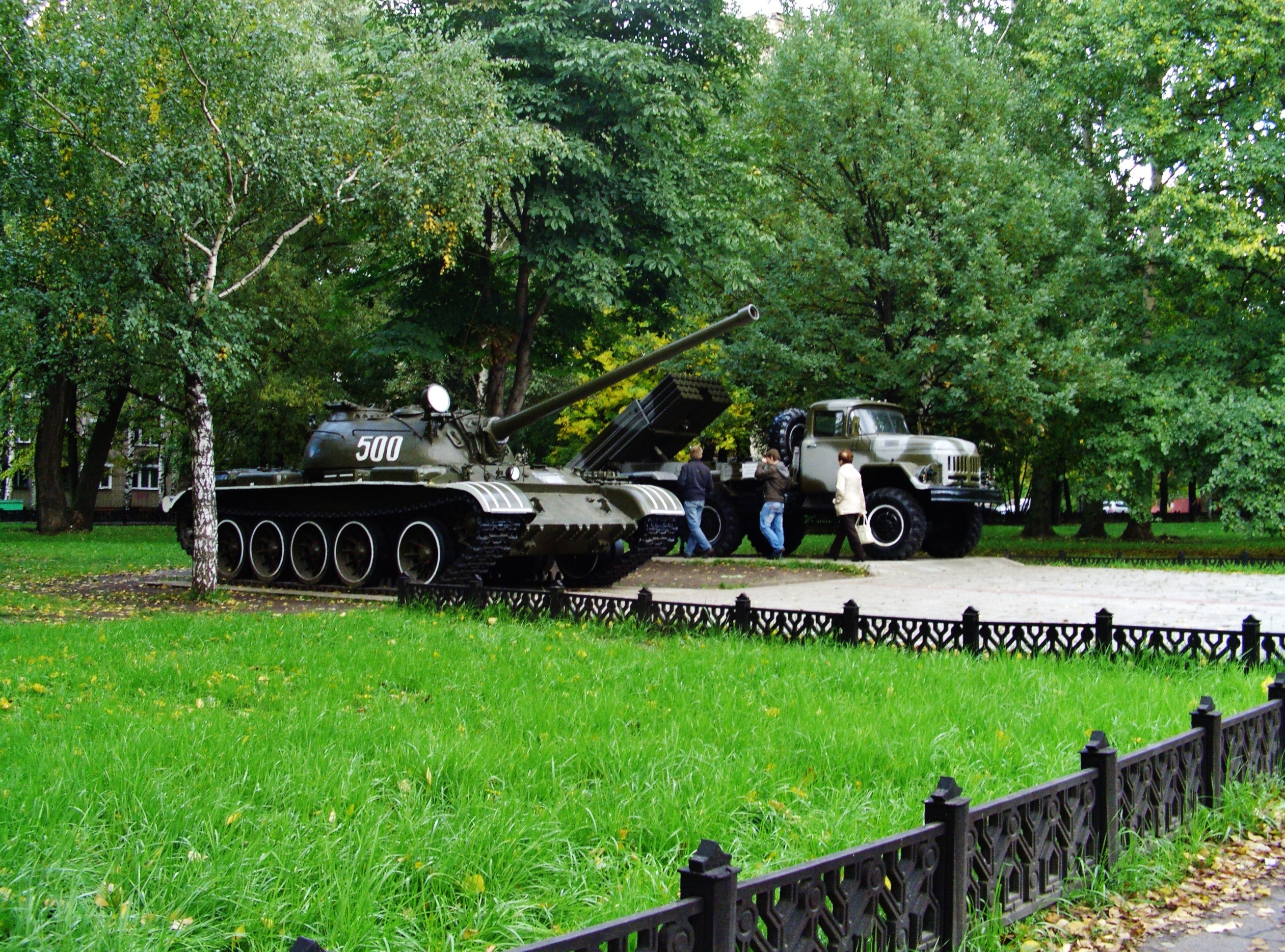
На Даманському вперше були застосовані новітні на той час танки Т-62 і системи залпового вогню «Град».
Т-62 і БМ-21 «Град» в музейній експозиції.

У ніч на 15 березня на острів з радянського берега висунулася маневрена група підполковника Яншина чисельністю 45 осіб з чотирма БТРами, а на березі річки сконцентрований резерв — 7 БТРів і 80 прикордонників, на заставі «Нижньо-Михайлівка» 100 осіб та три БТРи в готовності до дій на інших ділянках, а також оперативна група Тихоокеанського прикордонного округу на чолі із заступником командувача військами округу полковником Сєчкіним. На цей же напрямок був висунутий 199-й механізований полк, 378-й артполк і дивізіон РСЗВ «Град» 135-ї дивізії.
Вранці до роти китайців, підтримувані артилерійським і мінометним вогнем, атакували острів. Протягом декількох годин група Яшина відбивала атаки. Тим часом армійське командування не тільки не надало підтримку, а й, посилаючись на відсутність наказів, вивело з підпорядкування прикордонників усі придані сили, крім двох танкових взводів, які не мали права стріляти. Прикордонники не змогли стримати натиск китайців і почали відступати. У становищі, що склалося Леонов здійснив спробу завдати флангового удару чотирма танками, однак вони потрапили під потужний вогонь протитанкових засобів і атака зірвалася. При цьому танк, в якому знаходився Леонов, був підбитий, сам Леонов загинув. Три інших машини відійшли на вихідні позиції. Для посилення групи Яншина, Сєчкін направив на острів два танки під командуванням старшого лейтенанта В. Соловйова. Отримавши підтримку прикордонники трималися ще дві години, але, коли закінчилися боєприпаси, вимушені були відійти.
Не зважаючи на неодноразові заклики прикордонників до армійських частин про вогневу підтримку, мотострільці й артилерія вступили в бій, лише коли він тривав уже сім годин і прикордонники зазнали значних втрат. Тільки ввечері надійшов наказ з Москви. Дві мотострілецькі роти з п'ятьма танками, спільно з маневреною групою прикордонників, за підтримки артилерії і мінометів, атакували китайців, але атака захлинулася. Тоді о 17.10 силами артилерійського полку, дивізіону РСЗВ «Град» і двох батарей 120-мм мінометів був проведений десятихвилинний вогневий наліт на всю глибину китайського угруповання. Після артпідготовки дві роти мотострілецького батальйону, спільно з прикордонною ММГ на 12 БТРах з 5 танками знову атакували китайців і вибили їх з острова.
Всього під час зіткнень за Даманський радянські війська втратили убитими та померлими від ран 58 осіб, у тому числі 4 офіцери, пораненими — 94 (в тому числі 9 офіцерів). Втрати китайської сторони досі є закритою інформацією та складають за різними оцінками від 100 до 300 осіб (російські джерела дають цифру у понад 800 загиблих). За китайськими відкритими даними, китайські прикордонники вбили і поранили понад 230 осіб, знищили або ушкодили 19 танків і бронемашин, втрати загиблими власних сил — 92 жертви.

### Перебіг подій весною-літом. «Танк Леонова»
17 березня відбулися найтриваліші і найпотужніші артилерійські обстріли китайського берега на всю можливу глибину ураження радянською артилерією. Приводом для артилерійської дуелі став обстріл китайцями евакуаційної групи, що намагалася відбуксирувати підбитий 15 березня на льоду Уссурі радянський танк Т-62.
Підбитий Т-62 № 545 («танк Леонова») вважався секретним об'єктом: на ньому стояла нова 115-мм гладкоствольна гармата 2А20 з приладами горизонтальної та вертикальної стабілізації. 17 березня радянською стороною була здійснена спроба відбуксирувати танк на свій берег. Задачу виконувала спеціальна евакуаційна група, що включала два тягачі. У відповідь китайці відкрили загороджувальний вогонь з гармат і кулеметів, а також чотирьох САУ ІСУ-122. З радянського берега по вогневих точках і ІСУ-122 розпочали вогонь РСЗВ БМ-21 «Град» і батареї 152-мм гаубиць 378-го артилерійського полку.

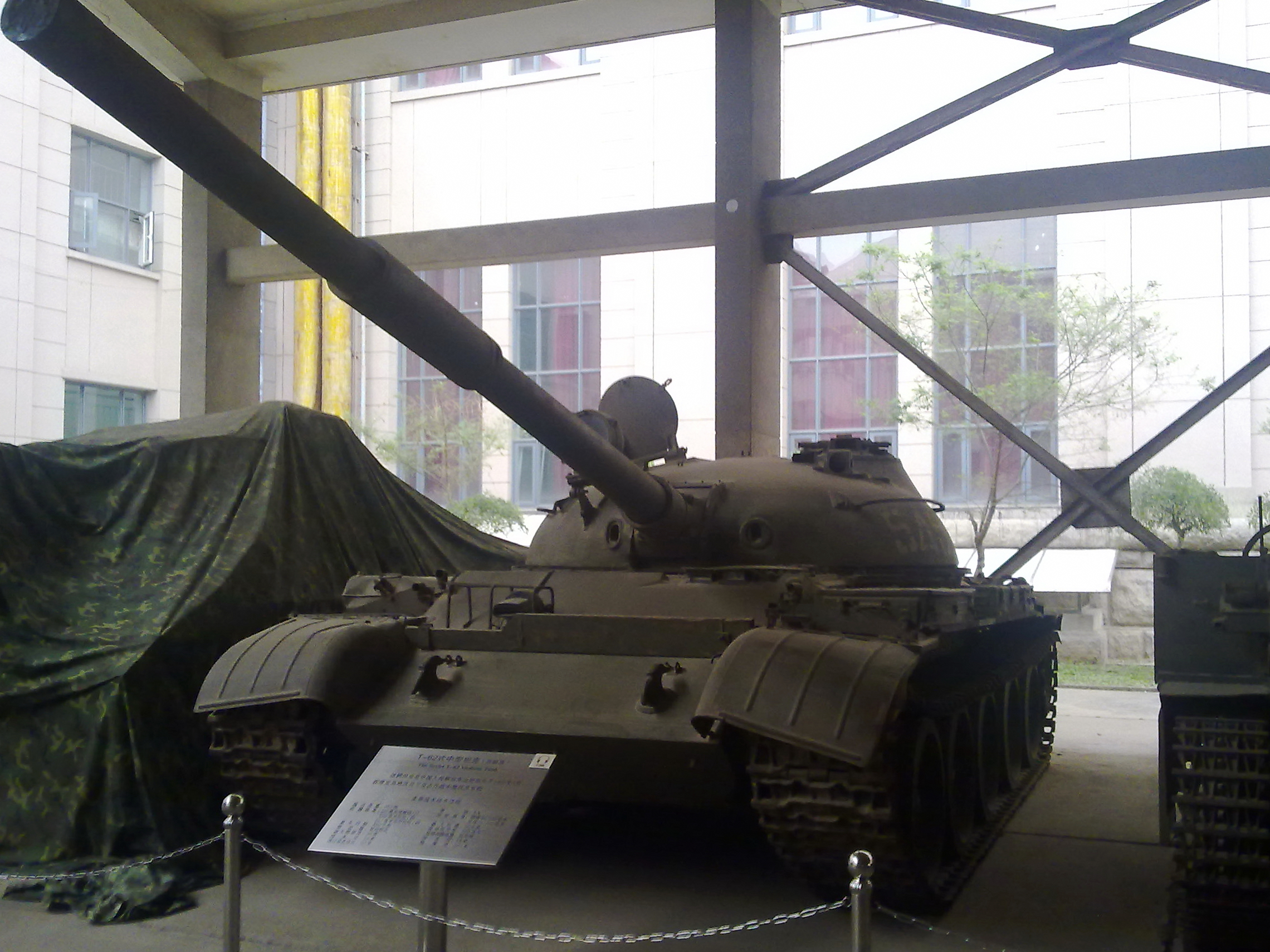
Трофейний «танк полковника Леонова» в музеї Народно-визвольної армії Китаю.

При спробі евакуації загинув навідник танка молодший сержант Власов. Операція була зім'ята, і танк так і залишився на льоду Уссурі. Після невдалої спроби відбуксирувати підбитий Т-62 до радянського берега, командування ухвалило рішення не підпускати китайців до секретного об'єкта, а вогнем артилерії спробувати його знищити або затопити. 18 і 19 березня «танк Леонова» був обстріляний з важкого 240-мм міномета М-240, спеціально привезеного з Усурійська, але влучити в ціль не вдалося. В ніч з 21 на 22 березня до танка направлена група саперів з метою його підірвати. Китайський загін охорони почув роботу мінерів — в ході бою загинув один радянський військовослужбовець, завдання виконане не було. Кілька днів по тому була ще одна спроба підриву, але й вона очікуваного результату не дала. З 24 березня міномет змінили гаубиці двох дивізіонів 378-го артполку — вони вели вогонь по протоці і танку, але безрезультатно. На початку квітня до «танка Леонова», під прикриттям двох Т-62, готувалися вийти тягачі, але від задуму довелося відмовитись — квітнева крига на Уссурі стала пористою і ненадійною. Врешті, у середині квітня командування ухвалило рішення про затоплення танка. На двох машинах були завезені 96 бетонобійних снарядів і дві гармати 378-го артполку виконали це завдання. За іншими даними, потопити танк завдання не ставилось — кригу проломили пострілами випадково.
Слід зазначити, що китайці ще напередодні змогли непоміченими зняти секретний пристрій стабілізації гармати і прилад нічного бачення. А пізніше, вже після завершення боїв протягом півтора місяця, використовуючи тягачі й групу водолазів ВМС, підтягнули «танк Леонова» до свого берега і наприкінці квітня підняли на поверхню. На його основі була розроблена китайська модифікація Т-62 WZ-122A «San Ye», яка, втім, у серійне виробництво не пішла. Сам танк Т-62 № 545 досі зберігається в музеї Народно-визвольної армії Китаю в Пекіні.
Після танення криги вихід радянських прикордонників на Даманський виявився утруднений, і перешкоджати китайським спробам його захоплення доводилося снайперським та кулеметним вогнем. З травня по вересень 1969 радянські прикордонники понад 300 разів відкривали вогонь по порушниках у районі Даманського. 10 вересня було наказано вогонь припинити, можливо, для створення сприятливого фону переговорів, що почалися наступного дня в пекінському аеропорту. Після цього острови Даманський та Кіркінський остаточно зайняли підрозділи збройних сил Китаю.
11 вересня 1969 року в Пекіні Голова Ради Міністрів СРСР Олексій Косигін, який повертався з похоронів Хо Ші Міна, і Прем'єр Державної Ради КНР Чжоу Еньлай домовилися про припинення ворожих акцій і про те, що війська залишаються на зайнятих позиціях. Фактично це означало передачу острова Даманський Китаю.

## Наслідки

Братська могила героїв Даманського у Дальнєрєченську, Приморський край РФ.

20 жовтня 1969 року відбулися переговори глав урядів СРСР і КНР, на яких було досягнуто угоди про необхідність перегляду радянсько-китайського кордону. Пізніше відбулася ще низка переговорів у Пекіні та Москві, і в 1991 острів Даманський (Чженьбао-дао) та ряд сусідніх островів відійшли до Китаю. Остаточно проблема спірних островів була вирішена у 2004 році: Цзян Цземінь і Путін визначили державний кордон по головному фарватеру Уссурі. При цьому більшість островів, яка знаходилася південніше фарватеру, було повернуто КНР, інші, зокрема й найбільший Великий Уссурійський (кит. 黑瞎子島, пін. Hēixiāzi Dǎo — Хейсяцзи-дао), — поділені. У 2008 році російські війська відступили з островів на свої нові кордони. Китайці почали їх опановувати з 2009.
Чженьбао-дао зараз — військово-адміністративна зона Китайської Народної Республіки. На острові розташована китайська прикордонна застава, збудована через п'ять місяців після завершення подій на Даманському. Крім військової частини, на Чженьбао-дао діє меморіал китайським воїнам-захисникам острова і музей прикордонників. Інший меморіал-братська могила захисників Чженьбао-дао знаходиться в місті Баоцин у провінції Хейлунцзян за 134 кілометри від острова.
Братська могила і меморіал радянським воїнам — захисникам Даманського знаходиться на міському кладовищі Дальнєрєченська Приморського краю, за 67 кілометрів від місця подій.
У XXI столітті офіційна точка зору КНР полягає в тому, що у 1969 році мала місце радянська агресія на острові Даманському і в районі озера Жаланашколь. Російська Федерація не заперечує цю версію з побоювань погіршити двосторонні відносини з Китаєм.

## Цікаві факти. Застосування систем озброєння
- У ході конфлікту, 15 березня, відбулося перше бойове застосування реактивної системи залпового вогню БМ-21 «Град». Дивізіон установок «Град» радянської 135-ї дивізії протягом 10 хвилин (за іншими даними 30 хв) завдавав ударів осколково-фугасними боєприпасами на глибину до 20 км по китайській території[6]. Китайським військам було завдано значних втрат. Їхні резерви, пункти боєпостачання, склади були знищені. Після цього, у 1970–1990-х роках, БМ-21 використовувалася майже в усіх локальних конфліктах у світі[30].
- У конфлікті вперше були застосовані найновіші на той час танки Т-62, які були продемонстровані широкій публіці на військовому параді 7 листопада 1967 у Москві. У бою 15 березня взяли участь чотири танки, один з них — втрачений. На основі вивчення піднятого з дна Уссурі Т-62 № 545 китайці розробили прототип WZ-122A «San Ye»[31].
- Вперше в бойовому зіткненні були застосовані повністю броньовані бронетранспортери БТР-60ПБ, оснащені баштовими кулеметами КПВТ і ПКТ. У кінці 1960-х ці бронетранспортери вважалися ще новинкою[6].
- Обидві сторони застосовували стрілецьку зброю та ручні гранатомети радянського виробництва (або вироблені за радянською ліцензією), тому в ході бою противники мали змогу «обмінюватися» трофейними боєприпасами до них. Основним видом озброєння бійців НВАК під час конфлікту був автомат М-22 — ліцензійний варіант АК-47, розроблений фірмою Norinco. Саме на Даманському автомат Калашникова, поширений тоді вже по всьому світу, вперше став основним видом зброї, що застосовувався обома протиборчими сторонами[6].